# Cal

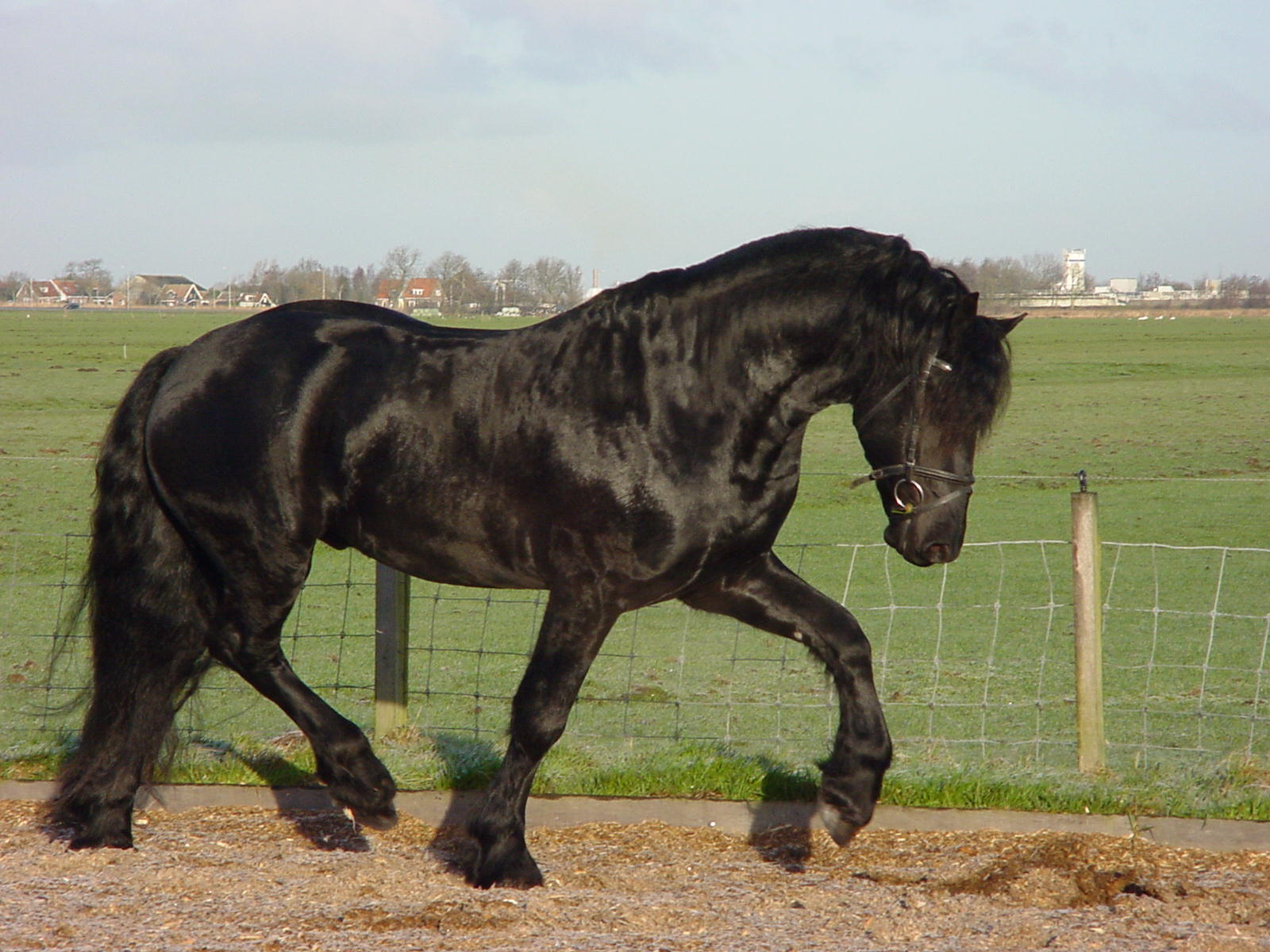
Frizon

Calul (Equus ferus caballus) este un mamifer erbivor copitat de mărime considerabilă, fiind una dintre cele șapte specii moderne ale genului Equus. Face parte din ordinul Perissodactyla, familia Ecvide. Originar din Europa și Asia, este răspândit în prezent pe toate continentele; provine din trei strămoși: cal diluvial (Equus robustus), cal mongol (Equus ferus przewalski) și tarpan (Equus ferus ferus). Există mai multe rase de cai: pentru călărie, tracțiune și samar.
Anatomia cailor le permite să se folosească de viteză pentru a scăpa de prădători. Caii au un bine dezvoltat simț al echilibrului și instinctul de a lupta sau a fugi în caz de pericol. Legată de această necesitate de a scăpa de prădători în sălbăticie este o trăsătură neobișnuită: caii sunt capabili de a dormi în picioare. Caii de sex feminin, numite iepe, au o perioadă de gestație de aproximativ 11 luni (340 de zile), iar puiul, numit mânz, poate sta în picioare și alerga la scurt timp după naștere. Cei mai mulți cai domestici încep pregătirea cu șa sau ham la vârste cuprinse între doi și patru ani. Ei devin adulți la vârsta de cinci ani, și au o durată de viață medie între 25 și 30 de ani.
Corpul calului este zvelt, iar gâtul este puternic și poartă o coamă. Trunchiul, cu piept lat, se sprijină pe patru membre lungi, musculoase, puternice, terminate cu câte un deget învelit în copită. Incisivii sunt îndreptați oblic înainte. Deoarece se tocesc, pe suprafața incisivilor apar urme în relief, după care se apreciază vârsta animalului. Caninii sunt mici. Între canini și premolari se află bara cornoasă. Măselele sunt late, cu creste de smalț.
Este folosit pentru călărie, tracțiunea unor diverse tipuri de atelaje, dresaj și pentru carnea lui, care poate fi consumată.
Conform ultimelor cercetări, se pare că domesticirea cailor s-a petrecut în urmă cu circa 6.000 ani, într-un vast perimetru care cuprinde astăzi stepele ierboase din Ucraina, sud-estul Rusiei și vestul Kazahstanului.
Rasele de cai sunt împărțite în trei categorii în funcție de temperament: cai cu „sânge fierbinte” cu viteză și rezistență la oboseală; cu „sânge rece”, cai folosiți pentru munca grea și anevoioasă; și cu „sânge cald”, care au ieșit din încrucișări între cai cu sânge fierbinte și sânge rece, având ca scop crearea unor anumite rase pentru călărit, în special în Europa. În prezent, sunt mai mult de 300 de rase de cai în lume, utilizați pentru diferite activități.

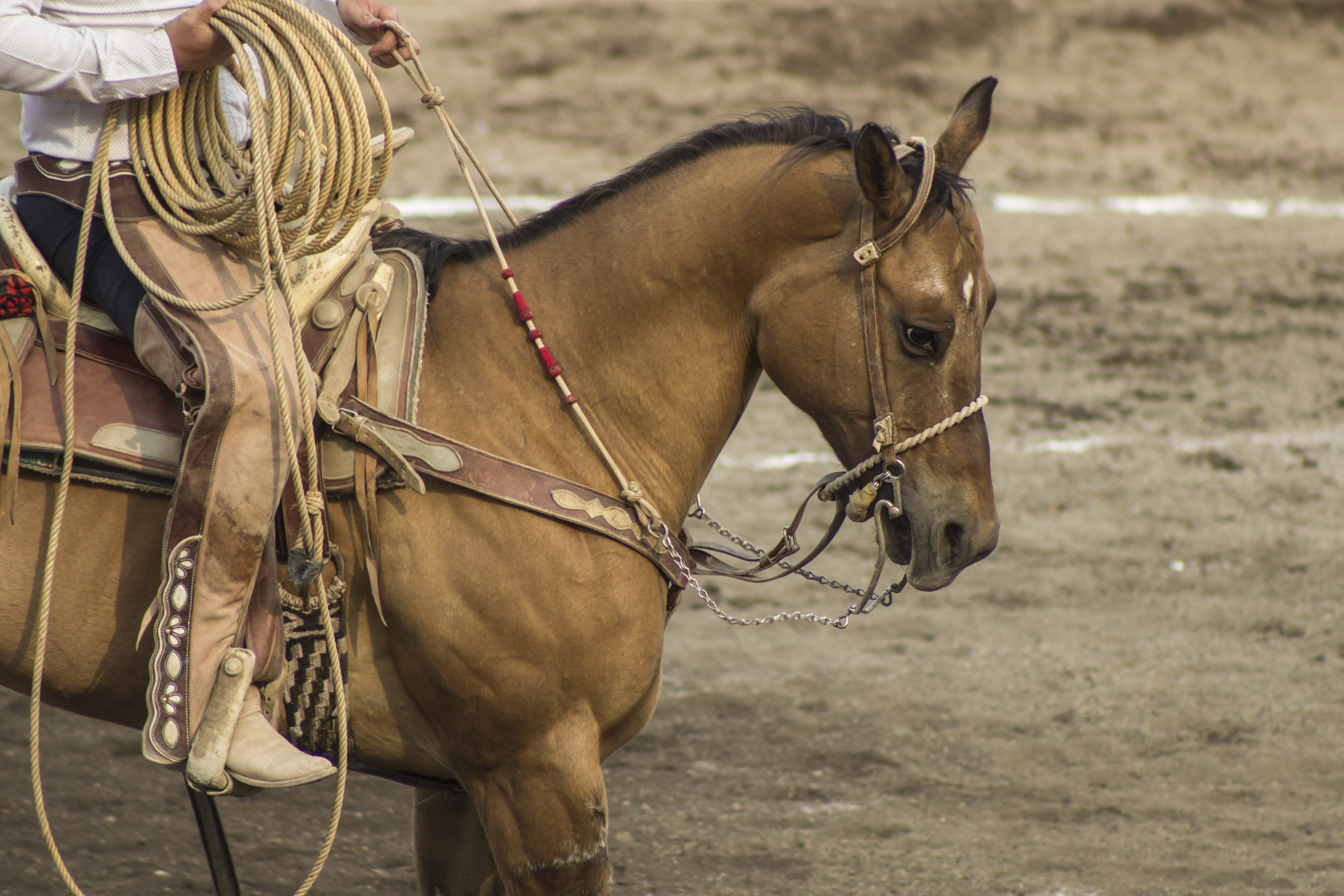
Eveniment Charrería la Târgul Național San Marcos

## Filogenia calului
Reconstituirea evoluției calului s-a realizat pe baza studiului fosilelor. Strămoșul îndepărtat al calului, Propalaeotherium, era un animal de mărimea unui câine, având mai multe degete la picioare decât calul actual (care are numai unul, celelalte fiind atrofiate), ce trăia în păduri, hrănindu-se cu frunze. Într-o perioadă de timp de aproximativ 50 de milioane de ani, calul devine animalul erbivor, cu forma și mărimea din zilele noastre, atrofierea degetelor de la picioare fiind o adaptare la fugă. Evoluția calului s-a putut urmări în mod deosebit în America de Nord. Această evoluție are loc treptat, fiind documentată de fosilele descoperite. Astfel, procesul de evoluție a calului începe din perioada eocenă, cu aproximativ 55 de milioane de ani în urmă. Strămoșul calului din aceea perioadă era Hyracotherium, numit de unii și  Eohippus, care se hrănea cu frunze și fructe din pădure. Mărimea sa era de 20 de cm înălțime la umăr. Hyracotherium se deosebea mult de calul de azi: era de mărimea unei vulpi sau căprioare, avea spinarea încovoiată, gâtul, botul și picioarele erau scurte, piciorul era asemănător labei de câine (cu degete), craniul și creierul erau mici.
În urmă cu circa 50 de milioane de ani urmează un proces lent de evoluție, perioada de trecere de la  Hyracotherium la  Orohippus. Aceasta se produce prin hrănirea mai variată, ce determină o modificare a dentiției. Din Orohippus ia naștere forma următoare a calului (cca.47 milioane de ani)  Epihippus.
Dinții devin mai tari și mai bine fixați, fapt explicat prin schimbarea hranei datorită schimbării climei din America de Nord (climă uscată), prin reducerea zonei pădurilor și apariția stepei, strămoșul calului adaptându-se la vegetația specifică de iarbă a stepei.

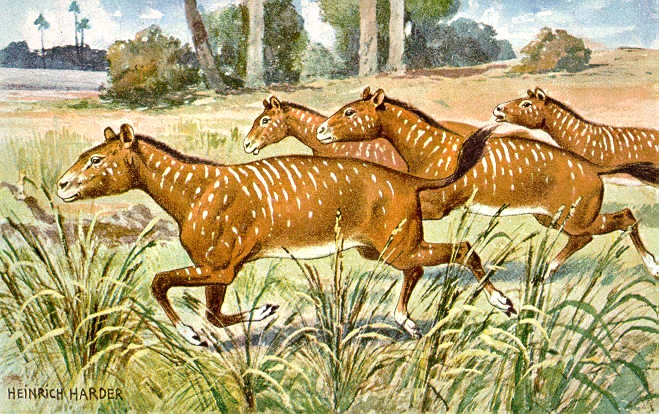
Mesohippus (Heinrich Harder, 1920)

Faza următoare de evoluție a calului  Mesohippus a apărut în urmă cu 40 de milioane de ani. Acest strămoș al calului era mai mare, înălțimea la greabăn fiind de 60 cm, spinarea mai puțin încovoiată, gâtul, picioarele și botul mai lungi, numărul degetelor de la picior redus la 3 degete.
În urmă cu cca. 35 milioane de ani apare Miohippus, care era mai mare și cu craniul mai lung decât forma precedentă.
În urmă cu 24 milioane de ani, în familia calului se diferențiază forme variate, dar unele forme dispar, incapabile să se adapteze la noile condiții de mediu. Linia care a supraviețuit, adaptată la hrănire cu frunze și cu iarbă (greu digerabilă fiind bogată în silicați) a fost Opalphytolith, la care în evoluția dinților, apar dinți robuști, mai rezistenți la tocire. Aceste animale au picioare mai lungi și pot să alerge mai repede pe vârfurile degetelor pe zonele întinse de stepă.
Varianta următoare în evoluția cabalinelor este Parahippus, ce apare în urmă cu 23 milioane de ani: animalul are încă trei degete, posedă însă dinți mai lungi ca predecesorii lui.

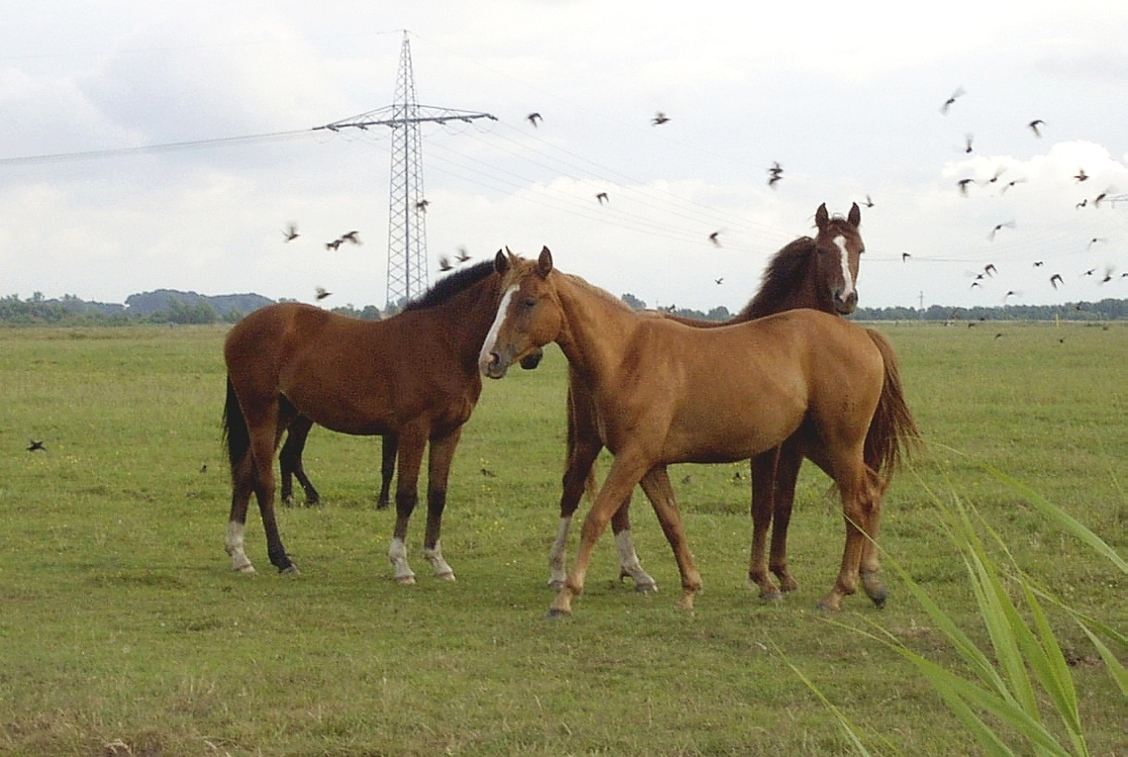
Calul domestic (Equus ferus caballus)

Urmașul său, Merychippus, apare în urmă cu 18 milioane de ani. Cu toate că are tot trei degete, calcă numai pe vârfurile lor; dinții capătă o formă tot mai rezistentă, apropiindu-se de forma dentiției actuale a calului.
Din linia Merychippus iau naștere un număr mare de variante, printre care și varianta foarte asemănătoare calului de azi, cu o dentiție rezistentă.
În urmă cu 15 milioane de ani apare Pliohippus, cal cu trei degete la picior, asemănător calului actual, urmat de succesorul său  Dinohippus. Tipul calului de azi, Equus, apare în urmă cu cca. 4 milioane de ani.
Calul din America de Nord dispare acum câteva mii de ani, fiind readus de către europeni, în procesul de colonizare a Americii, în secolul al XVI-lea.
Calul readus în America se sălbăticește din nou, apărând mustangul, calul indienilor din America; un proces asemănător se produce în Australia cu calul și măgarul.
Calul de sex masculin este numit armăsar, femela fiind numită iapă. Aceasta poate să aibă un mânz pe an, perioada de gestație la iapă având o durată de 11 luni.

## Biologie

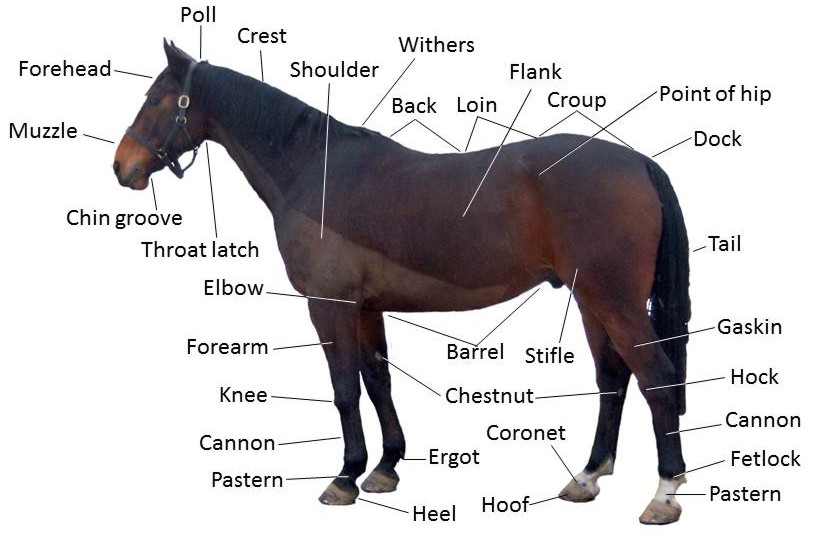

Termeni specifici și specializați sunt folosiți în descrierea anatomiei ecvine, diferite stadii ale vieții, culori și rase.
Robele de bază ale calului sunt cea neagră, murgă, roaibă, sură și șargă.

### Durata de viață și etape
Depinzând de rasă, îngrijire și mediu, calul modern domestic are speranță de viață cuprinsă între 25 și 30 de ani. Sunt și care trăiesc peste 40 de ani și mai mult, dar aceștia sunt rarități. Cel mai bătrân cal cunoscut a fost „Old Billy”, din secolul al XIX-lea, care a trăit până la 62 de ani. În era modernă, Sugar Puff, care a intrat în Guinness Book of World Records ca cel mai bătrân ponei în viață, a murit în 2007 la vârsta de 56 de ani.
Indiferent de data nașterii a unui cal sau ponei, în multe concursuri vârsta crește pe data de 1 ianuarie în emisfera nordică și pe 1 august în emisfera sudică. Excepții se fac în cursele maraton, unde vârsta minimă pentru a concura este bazată pe vârsta reală și precisă a animalului.

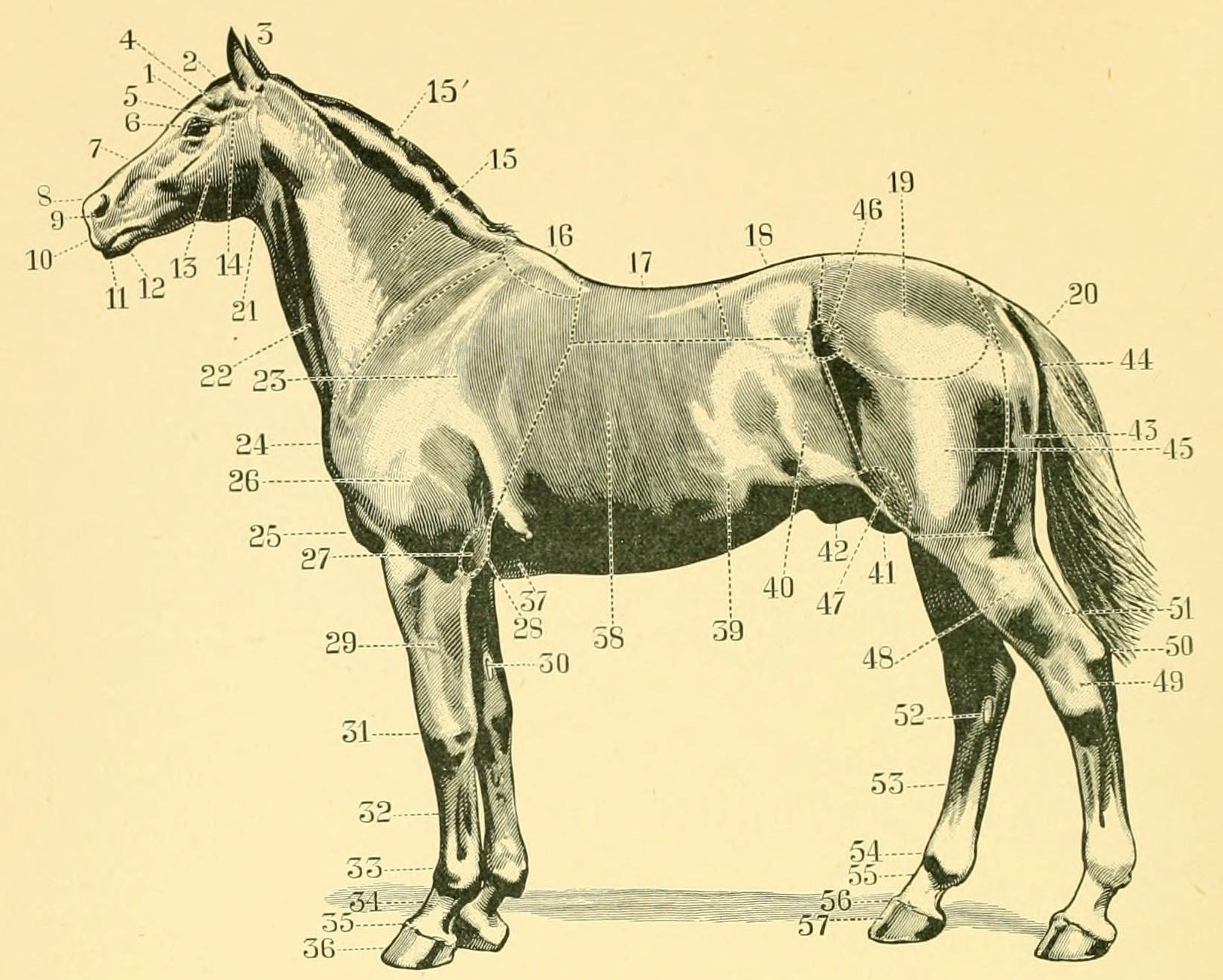
Aspectul extern al calului - Vedere laterală. după J. Wortley Axe
----
1. Frunte
2. Smoc de păr pe frunte (Cirrus capitis)
3. Ureche (Regiunea auriculară)
4. Solniță (Fosa supraorbitală)
5. Sprânceană
6. Ochi
7. Nas
8. Vârful nasului
9. Nară
10. Buză superioară
11. Buza inferioară
12. Bărbie
13. Obraz
14. Tâmplă (Regiunea temporala)
15. Gâtul 15'. Coama
16. Greabăn (Regiunea inter-scapulară)
17. Spinare (Regiunea dorsală)
18. Șalele (Regiunea lombară)
19. Crupă
20. Coadă (regiunea caudală)
21. Gâtlej
22. Jgheabul jugular
23. Umăr
24. Proeminență articulației scapulo-humerale
25. Pieptul (Regiunea pectorală)
26. Braț
27. Cot
28. Regiunea olecranului
29. Antebraț
30. Castană
31. Regiunea carpiană (Regiunea carpului)
32. Fluierul membrelor anterioare (Regiunea metacarpiană, Regiunea metacarpului)
33. Buletul membrelor anterioare (Regiunea metacarpo-falangiană)
34. Chișiță (Regiunea interfalangiană proximală)
35. Coroana copitelor
36. Copită
37. Sternul (Regiunea sternală)
38. Pieptul (Regiunea pectorală)
39. Abdomenul
40. Flanc
41. Testicul (Regiunea scrotală)
42. Furou sau prepuț (Regiunea prepuțială)
43. Fesă (Regiunea fesei)
44. Punctul fesei
45. Coapsă
46. Regiunea șoldului
47. Grasetul (Regiunea genunchiului)
48. Gambă (Regiunea gambei)
49. Jaret (Regiunea tarsiană, Regiunea tarsului)
50. Reg. calcaneană
51. Tendonul lui Achile sau Coarda jaretului (Regiunea tendonului calcanean comun)
52. Castană
53. Fluierul membrelor posterioare (Regiunea metatarsiană, Regiunea metatarsului)
54. Buletul membrelor posterioare (Regiunea metatarso-falangiană)
55. Chișiță
56. Coroana copitelor
57. Copită

Următoarea terminologie este folosită pentru a descrie caii de diferite vârste:
- Mânz: un cal mai mic de un an. Un mânz care este hrănit cu lapte matern este numit în engleză weanling iar cel hrănit cu biberonul suckling.[11] Mulți mânzi domestici sunt înțărcați la vârste cuprinse între cinci și șapte luni, deși pot fi înțărcați de la patru luni fără efecte psihice adverse.[12]
- Cârlan: un cal până la vârsta de trei ani.
- Noaten: un cal de la șase luni până la trei ani.
- Mânzoc: un cal de doi sau trei ani.
- Tretin: un cal de trei ani
- Mânză: cal de sex feminin sub vârsta de patru ani.[11]
- Iapă: cal de sex feminin.[13]
- Armăsar: un cal necastrat cu vârsta de peste patru ani.[14] Termenul „cal” este uneori folosit colocvial pentru a se face referire la un armăsar.[15]
- Jugan: cal castrat de orice vârstă.[11]

În cursele de cai, aceste definiții pot fi diferite: De exemplu, în Insulele Britanice, în cazul unui cal pursânge englez este definit ca Colt un cal care are mai puțin de cinci ani. Totuși, cursele australiene de cai pursânge definesc colt și mânzele ca având mai puțin de patru ani.

### Mărime și măsurători

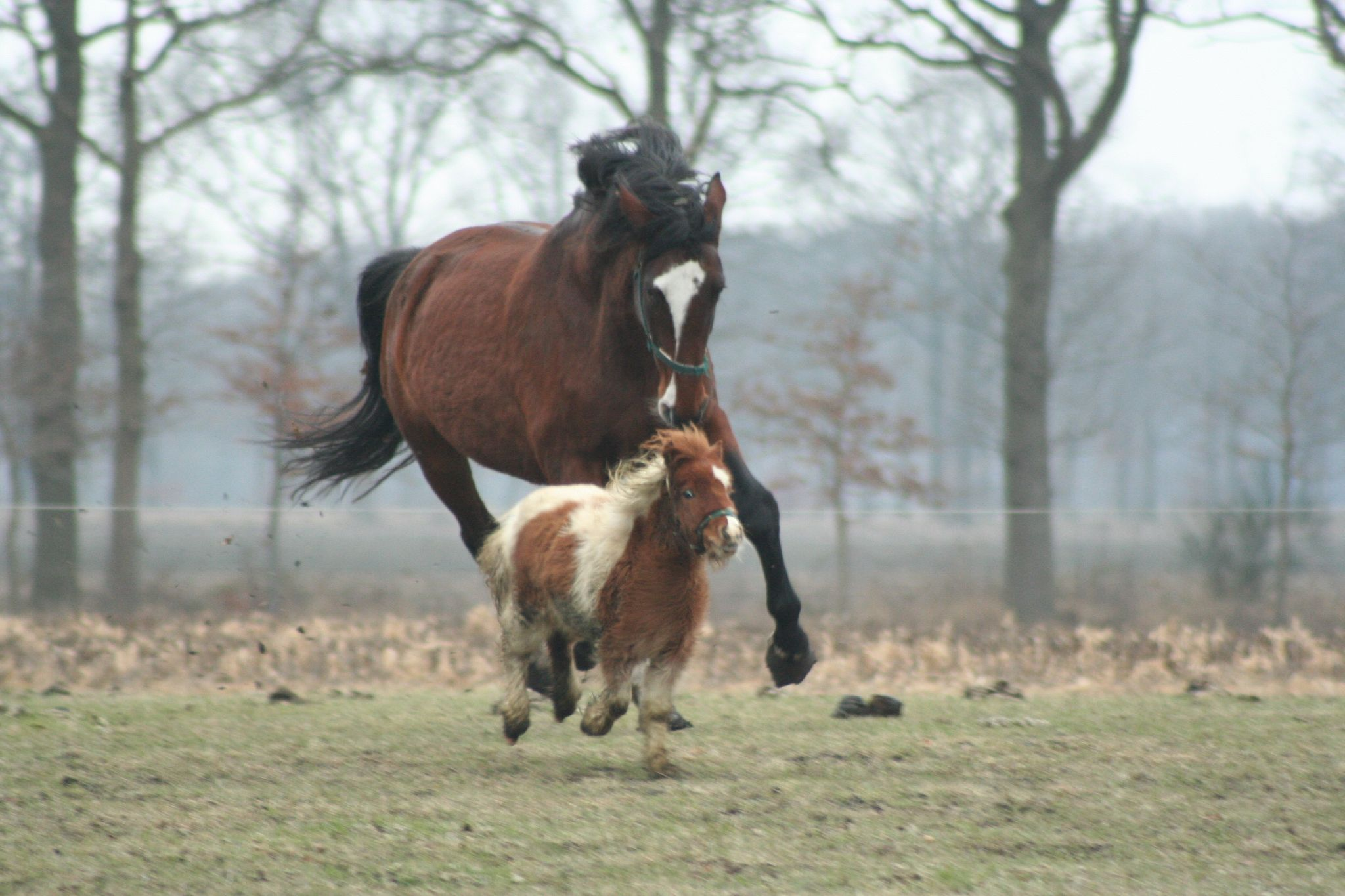
Mărimea variază printre rasele de cai, ca între acest cal și poneiul din fața sa.

Înălțimea cailor este măsurată de la sol până la cel mai înalt punct al greabănului, unde gâtul se unește cu spatele. Este utilizat acest punct pentru că este un punct stabil al anatomiei, spre deosebire de cap și gât, care se mișcă sus și jos față de corpul calului.
Vorbitorii de limba engleză măsoară înălțimea cailor în palme (hands) și țoli (inches): o palmă este egală cu 4 inches (101,6 mm). Înălțimea este exprimată ca numărul total de palme, urmată de un punct radix, apoi de numărul de țoli adiționali, și terminând cu abrevierea „h” sau „hh” (pentru „hands high”). Deci, un cal care are "15.2 h" are 15 palme 2 țoli, cu un total de 62 inches (157,5 cm) înălțime.
Mărimea cailor variază de la rasă la rasă, dar este influențată și de nutriție. Caii de rase ușoare au deobicei o înălțime cuprinsă între  142 și 163 cm și pot cântări între 380 și 550 kg. Caii de rase grele au o înălțime cuprinsă între  157 și 173 cm, cântărind între 500 - 600 kg. Caii pentru muncile grele au cel puțin 163 cm înălțime (putând ajunge pînă la 183 cm) și au o greutate cuprinsă între între 700 - 1000 kg. 
Cel mai mare cal cunoscut din istorie a fost probabil un cal din rasa Shire pe nume Sampson (sau Mammoth), care era născut în 1848. Avea înălțimea de 220 cm și greutatea de 1500 kg. Actualul deținător al recordului pentru cel mai mic cal este Thumbelina, un cal-miniatură matur, afectat de nanism. El măsoară 43 cm în înălțime și cântărește doar 26 kg.

### Ponei
Poneii sunt taxonomic aceleași animale ca și caii. Distincția dintre un cal și ponei este de obicei întocmită pe baza înălțimii, în special pentru competiții. Cu toate acestea, înălțimea singură nu este singurul criteriu, diferențele dintre caii și poneii pot include, de asemenea, aspecte ale fenotipului, inclusiv conformație și temperament.
Limita tradițională de înălțime dintre un cal și un ponei la maturitate este de 14.2 palme (58 țoli, 147 cm). Un animal 14.2h sau peste este de obicei considerat a fi un cal și unul mai puțin decât 14.2 ha ponei,, dar există multe excepții de la standardul tradițional. În Australia poneii sunt considerați a fi cei sub 14 palme (56 țoli, 142 cm), la competițiile de Western Riding organizate de Federația Ecvestră din Statele Unite cei sub 14,1 palme (57 țoli, 145 cm), iar Federația Internațională de Sporturi Ecvestre, organismul mondial de conducere pentru sporturi cu cai, folosește măsurători metrice și definește un ponei ca fiind un cal care măsoară mai puțin de 148 centimetri (58.27 in) la greabăn, fără potcoave, care este doar puțin peste 14.2 h, precum și 149 cm (58.66 in), sau pur și simplu peste 14.2 ½ h, cu potcoave.
Înălțimea nu este singurul criteriu pentru a distinge caii de ponei. Registrele pentru rase de cai, care produc de obicei indivizi atât sub cât și peste 14.2 h iau în considerare toate animalele de rasă, din acea rasă de cai, indiferent de înălțimea lor. În schimb, unele rase ponei pot avea caracteristici în comun cu caii și animalele individuale se poate maturiza, ocazional, la peste 14.2 h, dar sunt în continuare considerate a fi ponei.
Poneii au oase mai groase, gâturi scurte și subțiri, și capete mici cu frunți late. Pot avea temperament mai cald decât caii și un nivel mai mare de inteligență ecvestră, care poate sau nu poate fi utilizat pentru a coopera cu dresorii. Mărimea, nu este considerată un factor determinant. De exemplu, poneiul de Shetland care are în medie 10 palme (hands), este considerat un ponei. La fel, rase ca Falabella și alți cai miniaturali, care nu pot fi mai înalți de 30 inchi (76 cm), sunt clasificați în registrul de rase ca cai foarte mici, nu ponei.

## Rase de cai și ponei
| - Akhal-Teke - Albanian - Altai - Alter-Real - American Cream Draft - American Quarter Horse - American Saddlebred - American Shetland - American Paint Horse - Andaluz (cal) - Andravida - Anglo-Kabardin - Anglo-Arab - Appaloosa - AraApaloosa - Arab - Ardennais - Ardenes - Ariegeois - Asturcon - Australian Brumby - Auxois - Azteca - Baluchi - Banker - Barb - Bardigiano - Bashkir - Bashkir Curly - Basotho - Batak - Bavarian Warmblood - Bavaro - Berberisco - Bolones - Boulonnais - Brabant - Breton - Budonny - Calul Canadian - Calul Islandez | - Camargue - Chilean Corralero - Cob - Danish Warmblood - Dartmoor Pony - Deliboz - Dole Gudbrandsdal - Dole Trotter - Don - Dulmen Pony - Dutch Draft - East Bulgarian - Einsiedler - English Riding Pony - Eriskay Pony - Estonian Native - Exmoor Pony - Faeroes Ponie - Falabella - Finnish - Florida Cracker - Frederiksborg - Freiberger - Frizon - Furioso - Galiceno - Galician Pony - Garranos - Gelderlander - German Ridding Pony - Gidran Arab - Gotland Pony - Groningen - Gypsy Vanner - Hack - Hackney - Hackney Pony - Haflinger - Hanoverian | - Hequ - Highland Pony - Hokkaido - Holsteiner - Huțul - Indian Half-Bred - Iomud - Irish Draft - Italian Heavy Draft - Java - Jinzhou - Kabardin - Karabair - Karabakh - Kathiawari - Kerry Bog Pony - Kiger Mustang - Kisber Felver - Kiso - Kladruber - Knabstruper - Konik - Kushum - Kustanai - KWPN - Landais - Lipizzaner - Lokai - Losino - Lusitano - Maremmana - Misaki - Morab - Murakozi - Mustang - Nonius - Percheron - Pursânge englez - Selle français - Trăpaș american - Trăpaș francez |  |

## Utilizarea în alimentație
Codul Comun Internațional Privind Achizițiile de Produse și Servicii - CPV (Common Procurement Vocabulary) 15118100-9 include produsul „Carne de cal”.

## Caii în România
În anul 1957, viceprim-ministrul responsabil cu agricultura, Alexandru Moghioroș, a dat ordinul ca aproape toți caii din România să fie uciși, pe motiv că ar consuma hrana vacilor.
Au fost omorâți astfel circa 800.000 de cai în România.
În plus, s-au desființat hergheliile de la Mangalia, Făgăraș - lipițani vestiți și căutați de marile castele din vest, dar și hergheliile din Bonțida ori Rușeți.